# Austin A95
Der Austin A95 war eine viertürige Limousine der Oberklasse, die 1956 von der Austin Motor Cie. als Nachfolger des Austin A90 Westminster herausgebracht wurde.
Sein Sechszylindermotor hatte, wie der des Vorgängers, 2639 cm³ und entwickelte (moderat leistungsgesteigert) 92 bhp (68 kW). Er trieb die Hinterräder an und brachte den Wagen auf bis zu 140 km/h. Wie die Karosserie des Vorgängers war auch die des Austin A95 in Pontonform gehalten. Neben der Limousine (Saloon) gab es noch einen fünftürigen Kombi (Estate).
In Australien wurde der Wagen von 1957 bis 1960 von BMC auch als Morris Marshal angeboten.
1959 wurde die Produktion des 95 Westminster eingestellt. Nachfolger der Limousine war der Austin A99.